# Чарна-Весь (Підляське воєводство)
Чарна-Весь (пол. Czarna Wieś) — село в Польщі, у гміні Райґруд Ґраєвського повіту Підляського воєводства.
Населення — 156 осіб (2011).
У 1975-1998 роках село належало до Ломжинського воєводства.

## Демографія
Демографічна структура станом на 31 березня 2011 року:
|          | Загалом | Допрацездатний вік | Працездатний вік | Постпрацездатний вік |
| -------- | ------- | ------------------ | ---------------- | -------------------- |
| Чоловіки | 75      | 13                 | 54               | 8                    |
| Жінки    | 81      | 17                 | 45               | 19                   |
| Разом    | 156     | 30                 | 99               | 27                   |